# زمین‌لرزه ۱۹۴۲ چین
زمین‌لرزه چین  در تاریخ ۱ فوریه ۱۹۴۲ میلادی، برابر با ‎۱۲ بهمن ۱۳۲۰، ساعت ۱۷:۳۰:۴۷ به زمان یوتی‌سی در چین رخ داد. بزرگی آن ۶٫۸ در مقیاس ریشتر اعلام شده‌است. زمین‌لرزه به وقت محلی در روز دوشنبه، ساعت ۱ روی داده و منطقه زمانی آن یوتی‌سی +۸ بوده‌است .
سازمان زمین‌شناسی آمریکا نیز جای این زمین‌لرزه را در مختصات ۲۳°۰۶′شمالی ۱۰۰°۱۸′شرقی / ۲۳٫۱°شمالی ۱۰۰٫۳°شرقی و بزرگی آنرا برابر با ۶٫۸ در مقیاس ریشتر اعلام کرده‌است. 
شمار کشتگان زلزله حدود ۹۰ نفر بوده‌است.